# Fredric Jameson
Fredric Ruff Jameson (ur. 14 kwietnia 1934 w Cleveland, Ohio, zm. 22 września 2024 w Killingworth, Connecticut) – amerykański krytyk literacki, socjolog i teoretyk literatury oraz kultury symbolicznej. Odegrał wiodącą rolę w kształtowaniu się anglosaskiej myśli neomarksistowskiej.

## Życiorys
Był synem Franka i Bernice (z domu Ruff) Jamesonów; jego ojciec prowadził własny gabinet lekarski, matka zajmowała się domem. Dorastał w Gloucester City i Haddon Heights w New Jersey. W 1950 ukończył kwakierską Moorestown Friends School. W 1954 uzyskał z najwyższą pochwałą licencjat z filologii francuskiej w Haverford College w Pensylwanii, gdzie został przyjęty na trzecim roku do bractwa Phi Beta Kappa. Do jego profesorów należał Wayne Booth, któremu Jameson dedykował swoją książkę A Singular Modernity. Jameson spędził następnie rok w Europie – w Aix-en-Provence, Monachium i Berlinie – gdzie poznawał nowe kierunki rozwoju filozofii kontynentalnej (przede wszystkim strukturalizm). Po powrocie do Ameryki od 1955 przygotowywał na Uniwersytecie Yale'a pod kierunkiem Ericha Auerbacha pracę doktorską pt. The Origins of Sartre's Style, obronioną w 1959.
W latach 1959–1967 wykładał literaturę francuską i komparatystykę na Uniwersytecie Harvarda.
Następnie pracował kolejno na Uniwersytecie Kalifornijskim w San Diego w latach 1967–1976 (gdzie był krótko pierwszym promotorem pracy doktorskiej Kima Stanleya Robinsona poświęconej twórczości Philipa K. Dicka), na Uniwersytecie Yale'a (1976–1983) (dokąd sprowadził go Paul de Man) i na Uniwersytecie Kalifornijskim w Santa Cruz (1983–1985).
Od 1985 Jameson był zatrudniony na Uniwersytecie Duke’a, gdzie zorganizował program studiów literaturoznawczych i zajmował uposażone stanowisko profesorskie (William A. Lane Professor, od 2013 Knut Schmidt Nielsen Distinguished Professor) w zakresie literaturoznawstwa porównawczego i studiów romanistycznych. Pełnił funkcję dyrektora Instytutu Teorii Krytycznej. Wśród wypromowanych przez niego doktorantów była Sara Danius.
W 1985 został wybrany członkiem Amerykańskiej Akademii Sztuk i Nauk. W 2008 parlament Norwegii przyznał mu Nagrodę Holberga, a w 2012 amerykańskie Modern Language Association (MLA) uhonorowało go nagrodą za całokształt pracy badawczej. W 2014 otrzymał Nagrodę Trumana Capote'a w dziedzinie krytyki literackiej za książkę The Antinomies of Realism (2013).
W latach 1994–2022 współpracował z London Review of Books, publikując na łamach czasopisma siedemnaście esejów.
W 2019 jego rękopisy, szkice, fotografie i dokumenty trafiły do Archiwum Teorii Krytycznej w Bibliotece Uniwersytetu Kalifornijskiego w Irvine.
Z małżeństwa z Susan Willis miał trzy córki: Charlotte, Jennifer i Cassie. Zmarł w swoim domu w Killingworth w stanie Connecticut.

## Koncepcje, poglądy i twórczość
Jameson zalicza się do neomarksistowskich krytyków społecznych. Z filozoficznego punktu widzenia jego marksizm jest heglowski, a za kluczowe pojęcie służy przejęta od Györgya Lukácsa totalność. Jameson jest najbardziej znany ze swych analiz współczesnych trendów kulturowych. Określił postmodernizm jako uprzestrzennienie kultury pod naciskiem wysoko rozwiniętego kapitalizmu. Postmodernistyczną sztukę pojmuje jako wytwór postindustrialnego stanu społeczeństwa kapitalistycznego. Wśród jego najbardziej znanych książek znajdują się Postmodernism, or, the Cultural Logic of Late Capitalism (1991), The Political Unconscious (1981) oraz Marxism and Form (1971).
Jameson był jednym z pierwszych anglojęzycznych myślicieli pracujących w tradycji marksistowskiej. Jego pierwsza książka o Sartrze, oparta na pracy doktorskiej, choć nastawiona krytycznie wobec dominujących prądów epoki i zdradzająca właściwy Jamesonowi styl pisarski, nie stosuje jeszcze marksowskiego aparatu pojęciowego. Jameson wypracował warsztat marksistowskiej krytyki literackiej w drugiej połowie lat 60. pod wpływem teorii francuskiej i niemieckiej. Dzięki swojemu byłemu nauczycielowi René Girardowi zetknął się w okresie harwardzkim najpierw ok. 1965 z dorobkiem twórcy strukturalizmu Ferdinanda de Saussure'a, a następnie z niepublikowanymi jeszcze koncepcjami Jacques’a Derridy, ucznia heglisty Jeana Hyppolite'a i marksisty Louisa Althussera z paryskiej École normale supérieure. Wpływ na jego orientację miała także nowa lewica i ówczesny ruch antywojenny. W San Diego pracował przy boku Herberta Marcusego, uważanego za ojca nowej lewicy.
W swoim ostatnim wystąpieniu z maja 2024 Jameson wskazał rewolucję kubańską (1959) i odkrycie po przyjeździe na Harward miesięcznika Monthly Review, redagowanego przez Paula Sweezy’ego, jako decydujące zdarzenia na swojej drodze do marksizmu.
Marksizm stał się dla Jamesona żywą i otwartą metodą badawczą, a sam autor wyznaczył nowy kierunek rozwoju myśli marksistowskiej w Ameryce i z czasem na świecie. W swojej pierwszej dojrzałej pracy Marxism and Form (1971) Jameson przedstawił dialektyczne zależności między dziełem kultury a utopijną wizją artystyczną, odwołując się do Waltera Benjamina, Ernsta Blocha i Marcusego. The Prison-House of Language (1972) prezentuje natomiast immanentną krytykę formalizmu rosyjskiego i strukturalizmu francuskiego.
Jameson jest autorem myśli mówiącej, że łatwiej wyobrazić sobie koniec świata niż koniec kapitalizmu. W pierwotnym brzmieniu diagnoza ta odwołuje się wprost do „degradacji ziemi i przyrody”. Przywoływana chętnie przez Slavoja Žižka, jest wiązana z „wielką odmową” Marcusego jako utopijną negacją konsumpcjonistycznej kultury kapitalizmu.
Należał do czołowych teoretyków koncepcji późnego kapitalizmu, którą odniósł do postmodernizmu rozumianego jako sytuacji, w której kapitalizm przenika każdy wymiar życia włącznie ze świadomością. W jego ujęciu każdemu historycznemu sposobowi produkcji odpowiada określona forma przekazu ideologicznego. Przeniósł na grunt polityczny i rozwinął pojęcie „mapowania poznawczego”. Jest także autorem pojęć takich jak „znikający pośrednik”, „alternatywna nowoczesność”, „podświadomość polityczna” i „estetyka geopolityczna”.
W przełożonym na język polski artykule Zakochany biznesmen Jameson wysunął polityczną interpretację Lalki Bolesława Prusa. Omówił później także Księgi Jakubowe Olgi Tokarczuk.

## Prace

### Książki
- Sartre: The Origins of a Style, Yale University Press, New Haven 1961;
- Marxism and Form: Twentieth Century Dialectical Theories of Literature, Princeton University Press, Princeton 1971;
- The Prison-House of Language: A Critical Account of Structuralism and Russian Formalism, Princeton University Press, Princeton 1972;
- Fables of Aggression: Wyndham Lewis, the Modernist as Fascist, University of California Press, Berkeley 1979;
- The Political Unconscious: Narrative as a Socially Symbolic Act, Cornell University Press, Ithaca, N.Y. 1981;
- Postmodernism and Cultural Theories: Lectures in China (Houxiandaizhuyi he Wenhualilun), Shanxi Teacher’s University, Xi’an 1987;
- Late Marxism: Adorno, or, The Persistence of the Dialectic, Verso, London & New York 1990;
- Signatures of the Visible, Routledge, New York & London 1990;
- Postmodernism, or, The Cultural Logic of Late Capitalism, Duke University Press, Durham, NC 1991;
- The Geopolitical Aesthetic: Cinema and Space in the World System, Indiana University Press, Bloomington 1992;
- The Seeds of Time: The Wellek Library lectures at the University of California, Irvine, Columbia University Press, New York 1994;
- Brecht and Method, Verso, London & New York 1998;
- A Singular Modernity: Essay on the Ontology of the Present, Verso, London & New York 2002;
- Archaeologies of the Future: The Desire Called Utopia and Other Science Fictions, Verso, London & New York 2005 (pół-antologia);
- The Modernist Papers, Verso, London & New York 2007;
- Valences of the Dialectic, Verso, London & New York 2009;
- The Hegel Variations: On the "Phenomenology of the Spirit", Verso, London & New York 2010;
- Representing "Capital": A Reading of Volume One, Verso, London & New York 2011;
- The Antinomies of Realism, Verso, London & New York 2013;
- The Ancients and the Postmoderns: On the Historicity of Forms, Verso, London & New York 2015;
- Raymond Chandler: The Detections of Totality, Verso, London & New York 2016;
- (wraz z innymi autorami) An American Utopia: Dual Power and the Universal Army, red. Slavoj Žižek, Verso, London & New York 2016;
- Allegory and Ideology, Verso, London & New York 2019;
- The Benjamin Files, Verso, London & New York 2020;
- Mimesis, Expression, Construction: Fredric Jameson's Seminar on Aesthetic Theory, red. Octavian Esanu, Repeater, London 2024;
- Inventions of a Present: The Novel in Its Crisis of Globalization, Verso, London & New York 2024;
- The Years of Theory: Postwar French Thought to the Present, red. Carson Welch, Verso, London & New York 2024.

### Antologie
- The Ideologies of Theory: Essays 1971–1986. Vol. 1: Situations of Theory, University of Minnesota Press, Minneapolis 1988;
- The Ideologies of Theory: Essays 1971–1986. Vol. 2: The Syntax of History, University of Minnesota Press, Minneapolis 1988;
  - zmienione wydanie jednotomowe: The Ideologies of Theory, Verso, London & New York 2009;
- The Cultural Turn: Selected Writings on the Postmodern, 1983–1998, Verso, London & New York 1998;
- The Jameson Reader, red. Michael Hardt, Kathi Weeks, Blackwell, Oxford 2000.

### Przekłady na język polski
- Postmodernizm i społeczeństwo konsumpcyjne, tłum. Przemysław Czapliński, [w:] Postmodernizm. Antologia przekładów, red. Ryszard Nycz, Wydawnictwo Baran i Suszczyński, wyd. II, Kraków 1998, s. 190–213 (wyd. I: 1996)[41].
- Postmodernizm, czyli Logika kulturowa późnego kapitalizmu, tłum. Maciej Płaza, Wydawnictwo Uniwersytetu Jagiellońskiego, Kraków 2011[42].
- Archeologie przyszłości. Pragnienie zwane utopią i inne fantazje naukowe, tłum. Maciej Płaza, Małgorzata Frankiewicz i Andrzej Miszk, Wydawnictwo Uniwersytetu Jagiellońskiego, Kraków 2011[43].
- Lacan i dialektyka. Fragment, tłum. Karolina Lebek, „Er(r)go. Teoria – Literatura – Kultura” 16 (2008), s. 125–161 (przedruk: „Er(r)go. Teoria – Literatura – Kultura” 20–21 (2010), s. 255–290)[44].
- Nowa historia literatury po końcu nowego, tłum. Olga Mastela, „Teksty Drugie” 135.3 (2012), s. 81–94[45].
- Klasa i alegoria we współczesnej kulturze masowej. „Pieskie popołudnie” jako film polityczny, tłum. Jędrzej K. Brzeziński, „Widok. Teorie i Praktyki Kultury Wizualnej” 30 (2021), s. 25–59[46].